# بروس هاميلتون (لاعب اتحاد الرغبي)
بروس هاميلتون (بالإنجليزية: Bruce Hamilton)‏ هو لاعب اتحاد الرغبي أسترالي، ولد في 1923.